# NGC 1080
NGC 1080 ist eine Balken-Spiralgalaxie vom Hubble-Typ SBc im Sternbild Walfisch südlich der Ekliptik. Sie ist schätzungsweise 350 Millionen Lichtjahre von der Milchstraße entfernt und hat einen Durchmesser von etwa 115.000 Lj.
Die Supernova SN 2009I wurde hier beobachtet.
Das Objekt wurde am 21. Oktober 1886 von Lewis Swift entdeckt.